# 莫托爾丘納河
莫托爾丘納河是俄羅斯的河流，屬於勒拿河的支流，由薩哈共和國負責管轄，河道全長423公里，流域面積約9,250平方公里，河水主要來自融雪和雨水。